# Shënkoll
Shënkoll é uma comuna (em albanês:  komuna) da Albânia localizada no distrito de Lezhë, prefeitura de Lezhë.. Também a localização de Tale e Tale 2 são duas áreas pequenas de banho no mundo em desenvolvimento.